# くしまちみなと
くしまち みなと（9月1日 - ）は、日本の小説家、ライトノベル作家、ゲームシナリオライター、ゲームクリエイター、マスコットプロデューサー、翻訳家。男性。栃木県栃木市出身。
ペンネームの由来は武蔵御嶽神社の主祭神である櫛真智命（）。別名義に佐山 操（みさっち）、天宮 司、天宮 みなとなどがある。

## 来歴
父は書家の丸山暁鶴。栃木県立壬生高等学校卒業。代々木アニメーション学院ノベルズ科1期生。在学中から漫画原作者の武田正敏に、卒業後に小説家の朝松健らに師事する。90年代後半から佐山操名義でフリーランスのゲームプランナー、シナリオライター、小説家として活動を開始し、英語・中国語・台湾のアニメ・ゲームの翻訳や日本語監修なども手がけるほか、デジタルアーツ東京、代々木アニメーション学院などの専門学校で講師を務める。
くしまちみなととしては、2012年に『かんづかさ』で活動を開始。
朝松健、菊地秀行、笹本祐一、原田宗典を影響を受けた作家としてよく挙げている。

## 受賞歴
- 2010年 - PlayStation Awards2010 Store特別賞『Wizardry〜囚われし魂の迷宮〜』[2][7]
- 2019年 - エブリスタ 未完結でも参加できる 執筆応援キャンペーン「現代の魔法/魔術」入賞『現代魔術譚１：ベナンダンティ』[8]

## 作品リスト

### 小説
- かんづかさ（桜ノ杜ぶんこ）
  1. かんづかさ ISBN 978-4-89199-082-4, 2012年1月
  2. かんづかさ弐 〜禍つ神の杜〜 ISBN 978-4-89199-090-9, 2012年6月
  3. かんづかさ参 〜朱に染まる空〜 ISBN 978-4-89199-135-7, 2013年3月
- いつまでもChu〜に病（桜ノ杜ぶんこ） ISBN 978-4-89199-088-6, 2012年4月
- 屍は美少女の香り（桜ノ杜ぶんこ）
  1. 屍は美少女の香り ISBN 978-4-89199-089-3, 2012年5月
  2. 屍は美少女の香り2 〜屍の美少女は二度甦る！〜 ISBN 978-4-89199-133-3, 2012年12月
- おとめ桜の伝説 〜小峰シロの物ノ怪事件簿〜（桜ノ杜ぶんこ） ISBN 978-4-89199-120-3, 2012年12月
- マテリアルブレイブ 〜アナザー・エレメンツ〜（桜ノ杜ぶんこ） ISBN 978-4-89199-134-0, 2013年1月 - 同名ゲームのノベライズ。
- 緋の水鏡（創芸社クリア文庫）
  1. 緋の水鏡（上巻） ISBN 978-4-88144-176-3, 2013年3月
  2. 緋の水鏡（下巻） ISBN 978-4-88144-177-0, 2013年3月
- 桃色大戦ぱいろん 〜アナザ・パラドクス〜 （桜ノ杜ぶんこ） - 同名ゲームのノベライズ。
  1. 桃色大戦ぱいろん 〜アナザ・パラドクス〜 ISBN 978-4-89199-142-5, 2013年4月
  2. 桃色大戦ぱいろん 〜アナザ・パラドクス2〜 ISBN 978-4-89199-212-5, 2013年12月
- The Cthulhu Mythos Files（創土社）
  1. 5 ダンウィッチの末裔 ISBN 978-4-7988-3005-6, 2013年4月
  2. 6 チャールズウォードの系譜 ISBN 978-4-7988-3006-3, 2013年6月
- -霧島物ノ怪研究所-（廣済堂モノノケ文庫）
  1. 怪異トキドキあたる -霧島物ノ怪研究所- ISBN 978-4-331-61573-7, 2014年1月
  2. 怪異シバシバたたる -霧島物ノ怪研究所- ISBN 4331616002, 2014年8月
- MIND≒0 (マインド/ゼロ) 公式ビジュアルブック（桜ノ杜ぶっくす）ISBN 978-4-89199-230-9, 2014年2月 - 短編小説を2本掲載
- 東亰ですとぴあ〜終わらぬ昭和のあやかし奇譚〜（桜ノ杜ぶんこ）
  1. 東亰ですとぴあ〜終わらぬ昭和のあやかし奇譚〜 ISBN 978-4-89199-300-9, 2015年1月
  2. 東亰ですとぴあ2〜終わらぬ昭和のあやかし奇譚〜 ISBN 978-4-89199-351-1, 2015年9月
- 囚われの花嫁と甘い毒の鎖（蜜愛セレナーデ文庫） 2015年12月 ※電子書籍
- ルナティック・シュガー　倫敦の魔術師の渇愛（蜜愛セレナーデ文庫） 2016年4月 ※電子書籍
- エミル・クロニクル・オンライン アクロニアメモリーズ（アクロニア出版） 2016年5月 ※電子書籍
- グリモア〜私立グリモワール魔法学園〜（電撃ゲーム文庫）2017年1月 - 同名ゲームのノベライズ。

#### 佐山操名義
- こうすればゲーム作家になれる！（山下出版）1997年2月
- こうすればキミにもゲームソフトがつくれる！（山下出版）1997年8月
- マンガ・ストーリーのつくり方〜マンガ原作者が渾身のパワーで書いた実践講座　武田正敏共著（山下出版）1998年1月
- マンガ同人誌・アニメ・ゲーム・グッズ上手な売り方・つくり方（山下出版）1998年4月
- アドベンチャーゲーム・メーカー（宙出版）2005年1月
- 剣と魔法と学園モノ。（桜ノ杜ぶんこ）
  1. 剣と魔法と学園モノ。Lv.1 入学試験は命がけっ!? ISBN 978-4-89199-079-4, 2012年1月
  2. 剣と魔法と学園モノ。Lv.2 気がつけば逃亡者!? ISBN 978-4-89199-098-5, 2012年8月
  3. 剣と魔法と学園モノ。LV.3 一目惚れは誘拐と共に!! ISBN 978-4-89199-136-4, 2013年2月
  4. 剣と魔法と学園モノ。Lv.4 キルシュトルテ姫暗殺計画!? ISBN 978-4-89199-164-7, 2013年7月
  5. 剣と魔法と学園モノ。Lv.5 王座と王女と冒険者! ISBN 978-4-89199-207-1, 2013年10月
- 圧倒的遊戯 ムゲンソウルズ 〜ウォルギスのヤバイ財宝〜（桜ノ杜ぶんこ） ISBN 978-4-89199-193-7, 2013年9月
- しんぐんデストロ〜イ!（桜ノ杜ぶんこ）
  1. しんぐんデストロ〜イ! 〜美少女戦車隊、出撃!!〜 ISBN 978-4-89199-284-2, 2014年9月
  2. しんぐんデストロ〜イ! 2〜宇宙怪虫と巨砲怪獣をやっつけろ！〜 ISBN 978-4-89199-304-7, 2015年2月
- 真 流行り神　〜ファイル0 常闇のマリア〜（一二三書房） ISBN 978-4-89199-289-7, 2014年12月

### ゲームシナリオ
- Wizardry 〜囚われし魂の迷宮〜（2009年、PlayStation 3用、アクワイア／ゼロディブ）
- Wizardry 〜囚われし亡霊の街〜（2011年、PlayStation 3用、アクワイア／ゼロディブ）
- MIND≒0（マインド/ゼロ）（2013年、PlayStation Vita用、アクワイア／ゼロディブ）
- 爽海バッカニアーズ!（2014年[9]、PlayStation Vita用、プチレーヴ）
- しんぐんデストロ～イ！（2014年、iOS/Android用、バンダイナムコ）
- 風とラニーニャ（2015年、iOS/Android用、DeNA）
- ぱすてるメモリーズ（2017年[3]）
- D×2 真・女神転生 リベレーション（2018年[3]）
- 戦の海賊（2019年）
- オリエント・アルカディア（2023年）
- エリジウムズ・エッジ～楽園境界～（2024年）

### YouTube動画
- ラジクラプレアデス（2020年、かつしかFM）

### アニメ・カルチャライズ
- 九藏猫窩（じょうざんみゃおうお）（2020年、千葉テレビ）

## 関連人物
- 丸山暁鶴（まるやま ぎょうかく）